# Thouars-sur-Garonne
Thouars-sur-Garonne est une commune du Sud-Ouest de la France, située dans le département de Lot-et-Garonne (région Nouvelle-Aquitaine).

## Géographie

### Localisation
Commune située sur la Garonne entre Marmande et Agen à quelques kilomètres en amont de la confluence avec le Lot et la Baïse et en aval de celle de l'Auvignon.

### Communes limitrophes
Les communes limitrophes sont Aiguillon, Vianne, Buzet-sur-Baïse, Feugarolles et Port-Sainte-Marie.
|                 | Aiguillon           |                   |
| Buzet-sur-Baïse | Thouars-sur-Garonne | Port-Sainte-Marie |
|                 | Vianne              | Feugarolles       |

### Hydrographie
Située entre la Baïse et la Garonne, la commune est en zone inondable et seules les constructions les plus anciennes (l'église en particulier) sont au-dessus du niveau des crues de la Garonne recensées comme les plus importantes (1875-1930-1952).

### Climat
Pour des articles plus généraux, voir Climat de la Nouvelle-Aquitaine et Climat de Lot-et-Garonne.
Historiquement, la commune est exposée à un climat océanique aquitain.  
En 2020, Météo-France publie une typologie des climats de la France métropolitaine dans laquelle la commune est exposée à un climat océanique altéré et est dans la région climatique Aquitaine, Gascogne, caractérisée par une pluviométrie abondante au printemps, modérée en automne, un faible ensoleillement au printemps, un été chaud (19,5 °C), des vents faibles, des brouillards fréquents en automne et en hiver et des orages fréquents en été (15 à 20 jours).
Pour la période 1971-2000, la température annuelle moyenne est de 13,3 °C, avec une amplitude thermique annuelle de 15,6 °C. Le cumul annuel moyen de précipitations est de 785 mm, avec 9,9 jours de précipitations en janvier et 6,7 jours en juillet. Pour la période 1991-2020, la température moyenne annuelle observée sur la station météorologique la plus proche, située sur la commune de Nérac à 13 km à vol d'oiseau, est de 13,9 °C et le cumul annuel moyen de précipitations est de 735,7 mm,. Pour l'avenir, les paramètres climatiques de la commune estimés pour 2050 selon différents scénarios d’émission de gaz à effet de serre sont consultables sur un site dédié publié par Météo-France en novembre 2022.

## Urbanisme

### Typologie
Au 1er janvier 2024, Thouars-sur-Garonne est catégorisée commune rurale à habitat dispersé, selon la nouvelle grille communale de densité à sept niveaux définie par l'Insee en 2022.
Elle est située hors unité urbaine. Par ailleurs la commune fait partie de l'aire d'attraction de Nérac, dont elle est une commune de la couronne,. Cette aire, qui regroupe 17 communes, est catégorisée dans les aires de moins de 50 000 habitants,.

### Occupation des sols

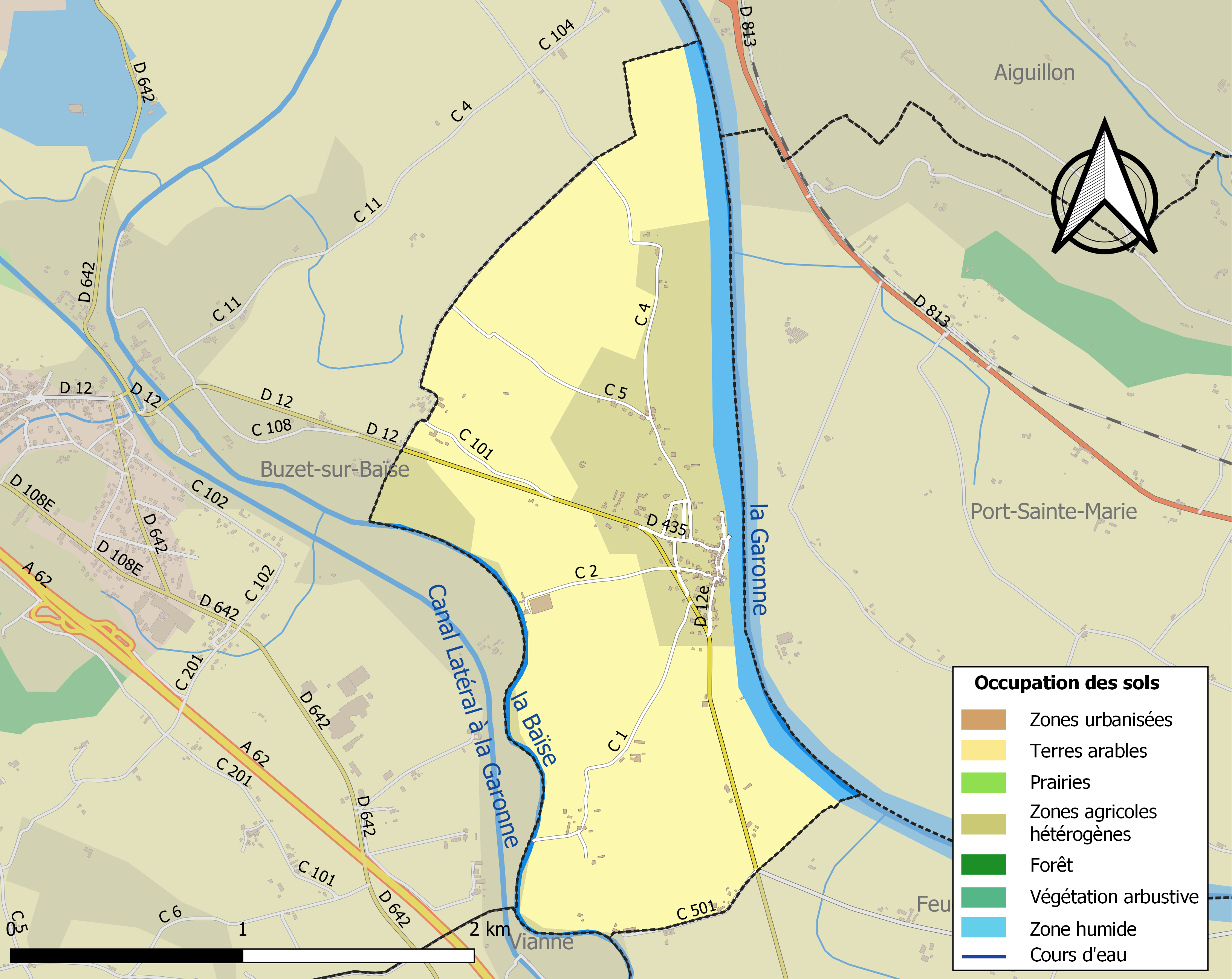
Carte des infrastructures et de l'occupation des sols de la commune en 2018 (CLC).

L'occupation des sols de la commune, telle qu'elle ressort de la base de données européenne d’occupation biophysique des sols Corine Land Cover (CLC), est marquée par l'importance des territoires agricoles (94,3 % en 2018), une proportion identique à celle de 1990 (94,3 %). La répartition détaillée en 2018 est la suivante : 
terres arables (68,8 %), zones agricoles hétérogènes (25,5 %), eaux continentales (5,7 %). L'évolution de l’occupation des sols de la commune et de ses infrastructures peut être observée sur les différentes représentations cartographiques du territoire : la carte de Cassini (XVIIIe siècle), la carte d'état-major (1820-1866) et les cartes ou photos aériennes de l'IGN pour la période actuelle (1950 à aujourd'hui).

### Risques majeurs
Le territoire de la commune de Thouars-sur-Garonne est vulnérable à différents aléas naturels : météorologiques (tempête, orage, neige, grand froid, canicule ou sécheresse), inondations, mouvements de terrains et séisme (sismicité très faible). Il est également exposé à deux risques technologiques,  le transport de matières dangereuses et la rupture d'un barrage, et à un risque particulier : le risque de radon. Un site publié par le BRGM permet d'évaluer simplement et rapidement les risques d'un bien localisé soit par son adresse soit par le numéro de sa parcelle.

#### Risques naturels
Certaines parties du territoire communal sont susceptibles d’être affectées par le risque d’inondation par débordement de cours d'eau, notamment la Garonne et la Baïse. La commune a été reconnue en état de catastrophe naturelle au titre des dommages causés par les inondations et coulées de boue survenues en 1982, 1983, 1990, 1999, 2009 et 2021,.
Les mouvements de terrains susceptibles de se produire sur la commune sont des glissements de terrain et des tassements différentiels.

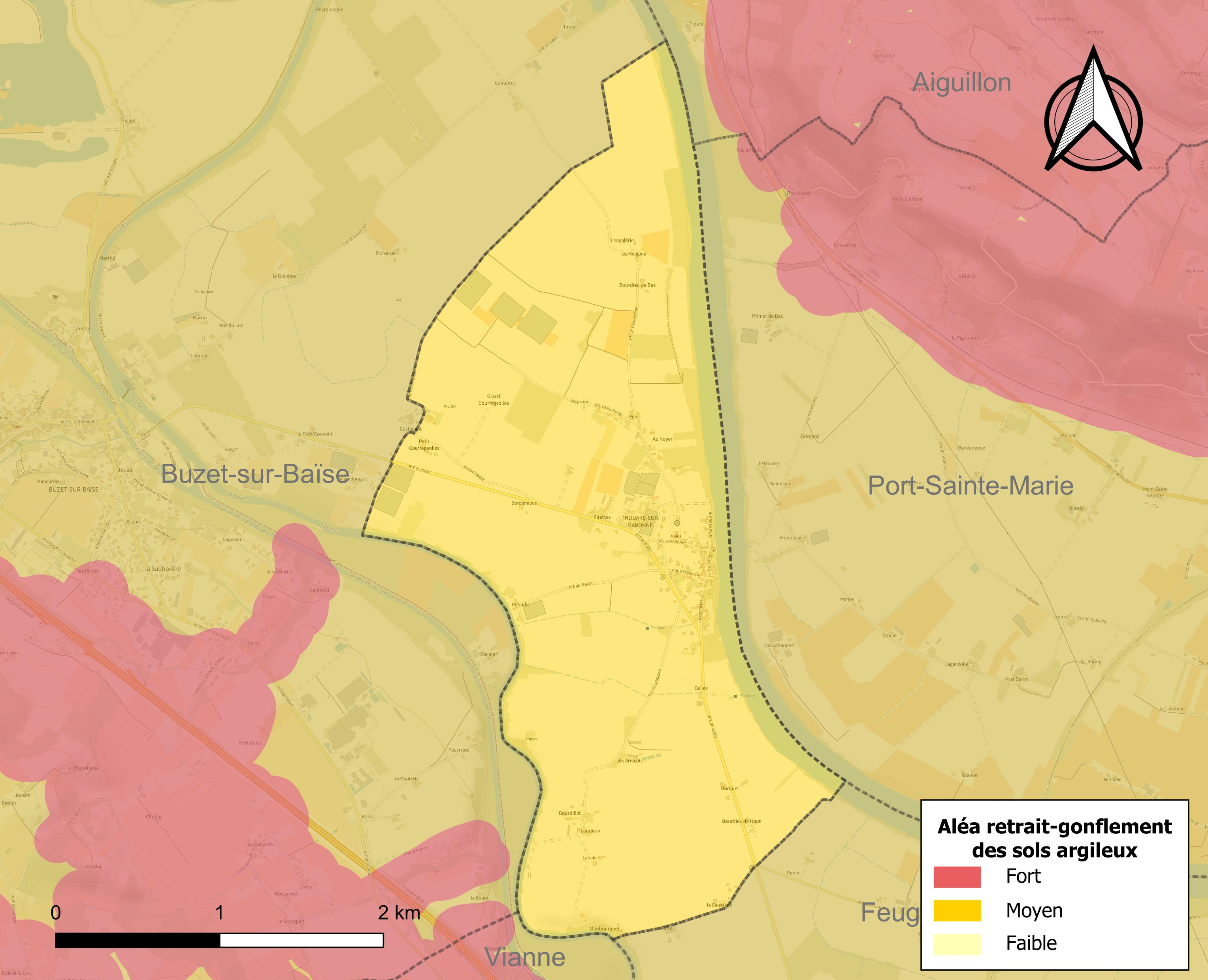
Carte des zones d'aléa retrait-gonflement des sols argileux de Thouars-sur-Garonne.

Le retrait-gonflement des sols argileux est susceptible d'engendrer des dommages importants aux bâtiments en cas d’alternance de périodes de sécheresse et de pluie. La totalité de la commune est en aléa moyen ou fort (91,8 % au niveau départemental et 48,5 % au niveau national). Depuis le 1er octobre 2020, en application de la loi ELAN, différentes contraintes s'imposent aux vendeurs, maîtres d'ouvrages ou constructeurs de biens situés dans une zone classée en aléa moyen ou fort,.
Concernant les mouvements de terrains, la commune a été reconnue en état de catastrophe naturelle au titre des dommages causés par la sécheresse en 2003 et par des mouvements de terrain en 1999.

#### Risque technologique
La commune est en outre située en aval des barrages de Grandval dans le Cantal et de Sarrans en Aveyron, des ouvrages de classe A. À ce titre elle est susceptible d’être touchée par l’onde de submersion consécutive à la rupture de cet ouvrage.

#### Risque particulier
Dans plusieurs parties du territoire national, le radon, accumulé dans certains logements ou autres locaux, peut constituer une source significative d’exposition de la population aux rayonnements ionisants. Selon la classification de 2018, la commune de Thouars-sur-Garonne est classée en zone 2, à savoir zone à potentiel radon faible mais sur lesquelles des facteurs géologiques particuliers peuvent faciliter le transfert du radon vers les bâtiments.

## Histoire
À la veille de la Révolution, Thouars dépendait de la seigneurie de Buzet détenue par Agézilas-Joseph de Grossoles marquis de Flamarens, baron de Montastruc, seigneur de Buzet, Thouars, Labarthe « et autres lieux ». Dans plusieurs documents, Agézilas de Grossoles est également appelé « comte de Flamarens ». Il avait déposé en 1782 un projet de rectification de la route de Buzet à Thouars (réalisé par l'ingénieur géographe Lomet) qui n'a abouti qu'environ un siècle et demi plus tard (en 1940) afin de transformer une route sinueuse allant de ferme en ferme en une voie directe permettant de relier facilement les deux seigneuries.
Thouars doit vraisemblablement son existence au passage de la Ténarèze (voie reliant le Massif central aux Pyrénées) qui traverse la Garonne par un gué. Il existait un château péager qui est cité au XIIIe siècle (en 1271 c'était une dépendance du château de Lavardac) et dont quelques vestiges étaient encore visibles au XIXe siècle (G. Tholin, Revue de l'Agenais, 1897). La Ténarèze traverse ensuite la Baïse par un autre gué à proximité du tumulus de Fignac qui serait une motte féodale en rapport avec le péage.
Au XIXe siècle, en aval du gué et au niveau de la cale du village, un bac a été mis en service afin d'assurer la continuité de la route départementale n°12 dite « de Boussères à Feugarolles ». Il a cessé de fonctionner vers 1960.

## Politique et administration
| Période                                  | Période   | Identité           | Étiquette   | Qualité     |
| ---------------------------------------- | --------- | ------------------ | ----------- | ----------- |
|                                          | mars 1983 | Daniel Gratiolet   | SE          |             |
| mars 1983                                | 2002      | Serge Quintlé      | SE          | Colonel ER  |
| décembre 2002                            | mars 2008 | Alain Piccoli      | SE          | Agriculteur |
| mars 2008                                | En cours  | Jean-Pierre Vicini | SE puis UDI | Artisan     |
| Les données manquantes sont à compléter. |           |                    |             |             |

## Démographie
L'évolution du nombre d'habitants est connue à travers les recensements de la population effectués dans la commune depuis 1793. Pour les communes de moins de 10 000 habitants, une enquête de recensement portant sur toute la population est réalisée tous les cinq ans, les populations de référence des années intermédiaires étant quant à elles estimées par interpolation ou extrapolation. Pour la commune, le premier recensement exhaustif entrant dans le cadre du nouveau dispositif a été réalisé en 2008.

En 2022, la commune comptait 225 habitants, en évolution de +5,14 % par rapport à 2016 (Lot-et-Garonne : −0,18 %, France hors Mayotte : +2,11 %).
| 1793 | 1800 | 1806 | 1821 | 1831 | 1836 | 1841 | 1846 | 1851 |
| ---- | ---- | ---- | ---- | ---- | ---- | ---- | ---- | ---- |
| 416  | 416  | 420  | 432  | 427  | 449  | 449  | 442  | 462  |

| 1856 | 1861 | 1866 | 1872 | 1876 | 1881 | 1886 | 1891 | 1896 |
| ---- | ---- | ---- | ---- | ---- | ---- | ---- | ---- | ---- |
| 472  | 420  | 410  | 441  | 460  | 428  | 376  | 419  | 401  |

| 1901 | 1906 | 1911 | 1921 | 1926 | 1931 | 1936 | 1946 | 1954 |
| ---- | ---- | ---- | ---- | ---- | ---- | ---- | ---- | ---- |
| 376  | 384  | 322  | 231  | 238  | 263  | 203  | 212  | 229  |

| 1962 | 1968 | 1975 | 1982 | 1990 | 1999 | 2006 | 2008 | 2013 |
| ---- | ---- | ---- | ---- | ---- | ---- | ---- | ---- | ---- |
| 237  | 230  | 191  | 191  | 194  | 179  | 193  | 197  | 212  |

| 2018 | 2022 | - | - | - | - | - | - | - |
| ---- | ---- | - | - | - | - | - | - | - |
| 222  | 225  | - | - | - | - | - | - | - |

## Économie
L'activité de la commune fut longtemps liée au fleuve (navigation, pêche) et à l'agriculture. Aujourd'hui, Thouars est une commune essentiellement agricole (légumes sous serre et en plein champ, céréales…).

## Lieux et monuments
- Église paroissiale Saint-Orens : bâtie vraisemblablement au XIe siècle elle a ensuite fait l'objet de travaux au XVIe siècle puis au XVIIIe siècle (ouvertures). Elle est construite sur une motte pour échapper aux inondations, comme le cimetière qui la jouxte. Elle est inscrite à l'Inventaire général du patrimoine culturel[27].